# Dub (okres Prachatice)
Dub (soms ter onderscheiding van andere plaatsen met dezelfde naam Dub u Prachatic genoemd) is een Tsjechische vlek (městys) in de regio Zuid-Bohemen, en maakt deel uit van het district Prachatice. Dub telt 407 inwoners (2023).

## Geschiedenis
- 1274 – De eerste schriftelijke vermelding van Dub.
- 2006 – De gemeente Dub krijgt (opnieuw) de status vlek.[1]